# Diplomtræner
En Diplomtræner er en person, der har gennemgået diplomtræneruddannelsen. Diplomtræneruddannelsen er en elitetræneruddannelse under Dansk Idræts Forbund (DIF). Uddannelsen tages indenfor ét af specialforbundene (fodbold, håndbold, svømning, etc. – se under DIF).

## Niveau
Diplomtræner uddannelsen svarer til niveau III i idrættens europæiske uddannelsessystem, hvilket betyder, at man efter endt uddannelse kan søge trænerjob på højt niveau både i Danmark og ude i Europa. 

## Indhold
Foruden selve de tekniske og taktiske aspekter af den idræt, man specialiserer sig indenfor, består uddannelsen af undervisning i bl.a.:
- fysiologi og anatomi
- Biomekanik
- træningslære
- psykologi
- pædagogik
- idrætshistorie og sociologi
- ernæring
- idrætsskader
- oplysning om doping.
Team Danmark og Danmarks Idræts-Forbund er medvirkende instanser til fortsat udvikling af uddannelsens faglige niveau.
Diplomtræner uddannelsen kan bl.a. tages på Aalborg Sportshøjskole.